# Øst for paradis (bog)
 For alternative betydninger, se Øst for paradis. (Se også artikler, som begynder med Øst for paradis)
Øst for paradis (originaltitel: East of Eden) er en roman af John Steinbeck. Romanen er baseret på den bibelske fortælling om Kain og Abel.
Steinbeck regnede selv romanen, som er udgivet i 1952, som sit magnum opus.
Romanen blev allerede i tre år efter udgivelsen filmatiseret af Elia Kazan under samme titel med James Dean i en af hans få roller.